# Marta Harnecker
Marta Harnecker   (Santiago de Xile, 18 de gener de 1937 - Vancouver, 15 de juny de 2019) va ser una psicòloga, autora i pensadora marxista xilena.

## Biografia
Centrada en l'anàlisi del moviment obrer i l'elaboració d'abundant documentació formativa, va ser assessora del govern socialista de Cuba, així com col·laboradora dels moviments socials de classe a Llatinoamèrica. També va ser una autora marxista i sociòloga d'aquesta època.
De família d'immigrants austríacs, militava en el catolicisme durant la joventut. El 1960 va visitar la revolució cubana i en va quedar impressionada. Arran de la prohibició de divulgar les seves experiències a Cuba per part dels seus companys d'Acció Catòlica (grup del qual n'era membre), va començar el seu allunyament del catolicisme militant. El 1962 va obtenir una beca per estudiar a França sota la tutela de Louis Althusser, durant la qual va abandonar totalment els orígens religiosos en favor del socialisme científic.
Quan va tornar a Xile el 1968, va començar la seva activitat en el Partit Socialista i es va incorporar al moviment estudiantil a la universitat. Decebuda pel caire extremadament teoricista de les discussions en aquest àmbit, va decidir redirigir els esforços en la formació marxista d'obrers i camperols. L'experiència en aquestes feines la va sintetitzar en els seus coneguts treballs de divulgació marxista.
Ha estat directora del centre de recerques Memòria Popular Llatinoamericana de l'Havana i del Centre Internacional Miranda a Caracas.
Els seus llibres Els conceptes elementals del materialisme històric i Quaderns d'educació popular van ser àmpliament utilitzats pels partits comunistes i les organitzacions obreres dels països hispanoparlants per a la formació dels seus militants durant els anys 70 i posteriors.
Des de l'any 1996 és col·laboradora activa de Rebelión, on hi ha disponibles les seves obres completes (82 llibres).
Éra vídua de Manuel Piñeiro, que va ser cap dels òrgans de seguretat de Cuba. El matrimoni va tenir una filla, Camila Piñeiro.
El seu segon marit, l'economista marxista Michael Lebowitz, residia al Canadà, i Harnecker dividia el temps entre aquest país, l'Havana –on viu la seva filla– i Caracas –on oficialment continuava vivint i on va rebre el Premi Libertador al Pensament Crític, el 15 d'agost de 2014.
El 15 de juny del 2019 va morir de càncer a Vancouver (Canadà)